# The New Times (Ruanda)
The New Times és un diari nacional de Ruanda redactat en anglès. Va ser creat en 1995 poc després de la fi del genocidi de Ruanda de 1994 contra els tutsis. El diari afirma que és de propietat privada, amb dos accionistes. També edita un setmanari en kinyarwanda anomenat Izuba Rirashe.
És publicat a Kigali de dilluns a dissabte amb el diari germà Sunday Times que apareix els diumenges. El 2006 va aparèixer la versió online, The New Times Online.
The New Times generalment transmet històries optimistes sobre esdeveniments a Ruanda.
En maig de 2009 Human Rights Watch (HRW) va descriure The New Times com un periòdic de propietat estatal en una rebuig a un article editorial que va acusar HRW de desinfectar les persones que intentaven negar el genocidi de 1994 a Ruanda. The New Times no va publicar la refutació de HRW.
El president Paul Kagame havia dit que The New Times havia estat massa servil a ell i al seu partit, i havia demanat a Aga Khan to que n'edités un d'alternatiu.